# 氣旋吉里
特強氣旋風暴吉里（IMD編號：BOB 04，聯合颱風警報中心編號：04B也被稱為氣旋吉里）是2010年北印度洋氣旋季第四個被命名的氣旋風暴并在10月給這一地區帶去了災難。此颱風由孟加拉灣以南約250km（150mi）處從低壓區開始發展，并在接下來的幾天內強度增強至165km/h。并在10月22日達到巔峰強度195km/h（3分鐘持續風速105mph）。在其登陸后向西北移動了大約50km（31英里）左右聯合颱風警報中心給予其巔峰強度。在陸上行徑期間，氣旋風暴吉里急劇減弱，在第二天，吉里便已減弱為一低壓區。

## 發展歷史
特強氣旋吉里首次于10月19日在孟加拉灣洋面上生成，并于之後被印度氣象局定義為一低壓區。然後在10月20日從一低壓區升格為BOB04，此時，其位於緬甸實兌市西南大約250km（155英里）處。并且在其系統西側部分開始不斷形成對流，由於吉里處於一個弱風切的地區，於是在10月21日，印度氣象局便認為其將于24小時內加強為一熱帶氣旋。之後不久聯合颱風警報中心便發出第一份報文，并編號為04B。之後，氣旋迅速發展并形成一個鑲嵌中心。由於在其東北方向有一脊線，吉里開始向東北方向移動，此時緬甸就處於吉里的襲擊路線上，而在UTC時間6:00時，印度氣象局將其升格為一氣旋風暴并命名為吉里。
在10月21日下半天內，受惠于極其高溫的洋面溫度，吉里的對流得到迅速的發展，雲頂溫度降至-70至-80°C（-94至-112°F）。吉里在此時被升格為強烈氣旋風暴，而聯合颱風警報中心則將其升格為相當于薩菲爾-辛普森颶風等級的一級颶風強度。并在10月22日，吉里更是加強為一特強氣旋風暴并向緬甸中部地區靠近，在一天內風暴強度急劇的增強，於是在UTC09:00聯合颱風警報中心便將其強度提升為240km/h（125kt/145mph）。衛星所拍攝出的則是大小為46公里（31英里）的風眼。由於極向流出的打開，吉里的強度仍在增強，儘管其已經極其靠近陸地。
在臨近登陸前幾個小時，吉里達到巔峰強度三分鐘風速165km/h（105mph），氣壓則為950hpa。而聯合颱風警報中心則認為吉里的強度極強，接近于薩菲爾-辛普森颶風等級的5級颶風的強度，并給予其250km/h（135kt/155mph）的風速強度。在UTC14:00時，吉里以登陸緬甸最強的氣旋的身份登陸。超過氣旋納爾吉斯在緬甸伊洛瓦底省的登陸強度。然而根據紅十字會和紅新月會聯合會則認為吉里登陸強度只有175km/h，登陸后強度急劇減弱且對流消散。在10月23日，只有零星對流在中心爆發的吉里被降格為一低壓區，并且隨著系統的進一步減弱，印度氣象局對其發佈最後一個報文。